# Wilhelm Windisch (Brauwissenschaftler)
Wilhelm Johannes Windisch (* 8. Dezember 1860 in Schmitten (Hochtaunus); † 26. September 1944 in Berlin) war ein deutscher Brauwissenschaftler und Gärungschemiker. Er gilt als einer der wichtigsten Wegbereiter der Brauwissenschaften; von ihm wurde der Ausbeute-Rechenschieber entwickelt.

## Leben
Wilhelm Windisch wurde als Sohn eines Dorfschullehrers geboren. Nach dem Besuch der Realschulen in Oberursel/Taunus und Bad Homburg sowie der höheren Bürgerschule in Wiesbaden legte er am Königlichen Lehrerseminar zu Dillenburg das Elementarlehrerexamen ab. In den Jahren danach war er als Lehrer in Schönberg bei Cronberg im Taunus sowie am Knaben-Lehr- und Erziehungsinstitut Weyarn, Amt Miesbach in Oberbayern tätig. Anschließend studierte er in München und Berlin Mathematik und Naturwissenschaften. Während seiner Berliner Studienzeit war er am Chemischen Institut Vorlesungsassistent und gleichzeitig auch als Hilfsarbeiter am Kaiserlichen Gesundheitsamt tätig.
Durch einen Kontakt mit Eugen Sell wurde er am Reichsgesundheitsamt als freiwilliger unbesoldeter Hilfsvolontärassistent engagiert, wodurch er in Kontakt mit Max Delbrück kam. Seit dem 20. Oktober 1885 war Windisch als Assistent des Analytischen Labors Mitarbeiter des Instituts für Gärungsgewerbe und Stärkefabrikation. 1887 dissertierte er mit einer Arbeit Über die Wirkungsweise des Zyankalismus. 1887 übernahm er auch die Schriftleitung der Wochenschrift für Brauerei. Ab 1888 gab er Lehrveranstaltungen im Fach Brauwissenschaftliche Chemie. 1897 wurde er nach der Übernahme der Leitung des Chemisch-Technischen Laboratoriums zum Professor an der Landwirtschaftlichen Hochschule in Berlin ernannt.
Im April 1932 wurde Wilhelm Windisch aus der Schriftleitung der Wochenschrift für Brauerei entlassen sowie von sämtlichen weiteren Funktionen bei der Versuchs- und Lehranstalt für Brauerei entbunden; sein Sohn Fritz Windisch, der ebenfalls als Dozent für Brauwissenschaften an der Landwirtschaftlichen Hochschule tätig war, wurde 1933/34 vom NS-Dozentenbund mit dubiosen Anschuldigungen überzogen und zeitweise von der Gestapo inhaftiert.
Sein acht Jahre jüngerer Bruder Karl (1868–1927) und sein Sohn Fritz Fridolin Windisch (1895–1961) waren ebenfalls bekannte Gärungschemiker.

## Ehrungen
Wilhelm Windisch war Ehrenmitglied beim Deutschen Brau- und Malzmeister Bund, bei der Technisch-wissenschaftlichen Vereinigung des Brauerei- und Mälzereigewerbes sowie beim Schwedischen und Finnischen Brauerbund. Außerdem erhielt er die goldene Medaille der VLB sowie die goldene Delbrück Denkmünze.

## Schriften (Auswahl)
- Das chemische Laboratorium des Brauers (5. Aufl., Berlin: Paul Parey, 1902; 6. Aufl. ebd., 1907)
- Übersetzung aus dem Englischen des Buchs von Joseph Reynolds Green: Die Enzyme (Berlin: Paul Parey, 1901).